# (38349) 1999 RJ149
1999 RJ149 (asteroide 38349) é um asteroide da cintura principal. Possui uma excentricidade de 0.12015110 e uma inclinação de 11.01820º.
Este asteroide foi descoberto no dia 9 de setembro de 1999 por LINEAR em Socorro.